# Прихований інцест
Прихований інцест, також відомий як емоційний інцест, — вид жорстокого поводження, при якому батьки чекають від своєї дитини емоційної підтримки, яку зазвичай надає інший дорослий. Вважається, що вплив прихованого інцесту на дітей, коли вони стають дорослими, імітує справжній інцест, хоча й меншою мірою. Цей термін описує взаємодію між батьками та дитиною без сексуального насильства.

## Концепція
Прихований інцест був визначений у 1980-х роках як емоційно образливі стосунки між батьком і дитиною, які не передбачають інцесту чи статевого акту, хоча включають подібну міжособистісну динаміку, як і стосунки між сексуальними партнерами. Визначення таких стосунків як «інцест» призвело до критики концепції за різке послаблення визначення інцесту, через що насильство над дітьми виглядає більш поширеним, ніж воно є насправді, а також надмірне використання та необґрунтованість.
Прихований інцест описується як такий, що відбувається, коли батько чи мати не може або не бажає підтримувати стосунки з іншим дорослим і нав'язує своїй дитині емоційну роль подружжя. Потреби дитини ігноруються, а натомість стосунки існують виключно для задоволення потреб батьків, а дорослий може не усвідомлювати проблеми, створені їхніми діями.
Вважається, що наслідки прихованого інцесту імітують справжній інцест, хоча й меншою мірою. Кеннет Адамс, автор цієї концепції, описує жертв як тих, хто має гнів або провину перед батьками та проблеми з самооцінкою, залежністю та сексуальною та емоційною близькістю. Психотерапевт Роні Вайсберг-Росс зазначила, що цей термін може бути не дуже корисним, оскільки він може призвести до приписування майже будь-яких можливих дисфункціональних стосунків чи проблем, перетворюючись на «розмитий, розмитий діагноз». Росс також критикує цей термін за його наголос на задоволенні дітьми «незадоволених потреб» батьків, зазначаючи, що діти часто задовольняють емоційні чи інші потреби батьків, причому межі стосунків часто розмиваються і немає визначення того, коли це призводить до постійної шкоди чи шкоди.
Юнгіанський аналітик і автор Меріон Вудман описує прихований інцест як «безмежний зв'язок», коли батько або батьки використовують дитину як дзеркало для підтримки своїх потреб, а не віддзеркалюють дитину для підтримки емоційного розвитку дитини.
Алкоголізм та інші наркоманії також пов'язані з виникненням прихованого інцесту.